# Чемпіонат СРСР з футболу 1989: шоста зона другої ліги
Чемпіонат УРСР з футболу 1989 — 19-й турнір серед команд української зони другої ліги. Тривав з 17 березня по 28 жовтня 1989 року.

## Огляд
Вперше в історії переможцем турніру став луцький клуб «Волинь» (головний тренер — Віталій Кварцяний). Срібні і бронзові нагороди отримали відповідно «Буковина» (Чернівці) (головний тренер — Юхим Школьников) та «Нива» (Тернопіль) (головний тренер — Олександр Павленко).
Перемогу в суперечці бомбардирів ліги здобув Ігор Яворський з Тернополя (35 забитих м'ячів). 
По завершенні сезону пройшла реорганізація другої ліги: були створені три буферні зоні — переможці яких здобували путівки до першої ліги. До західної зони увійшли дев'ять найкращих українських команд чемпіонату УРСР: «Буковина» (Чернівці), «Волинь» (Луцьк), «Нива» (Тернопіль), «Зоря» (Ворошиловград), «Нива» (Вінниця), «Кремінь» (Кременчук), СКА (Одеса), «Ворскла» (Полтава), «Закарпаття» (Ужгород), а також відроджені львівські «Карпати» (посіли третє місце в п'ятій зоні другої ліги).

## Підсумкова таблиця
| Місце | Команда                          | В  | Н  | П  | М'ячі  | О  |
| ----- | -------------------------------- | -- | -- | -- | ------ | -- |
| 1     | «Волинь» (Луцьк)                 | 32 | 14 | 6  | 84—38  | 78 |
| 2     | «Буковина» (Чернівці)            | 29 | 18 | 5  | 71—26  | 76 |
| 3     | «Нива» (Тернопіль)               | 29 | 12 | 11 | 78—45  | 70 |
| 4     | «Зоря» (Ворошиловград)           | 27 | 14 | 11 | 94—59  | 68 |
| 5     | «Нива» (Вінниця)                 | 25 | 15 | 12 | 75—40  | 65 |
| 6     | «Кремінь» (Кременчук)            | 21 | 18 | 13 | 59—50  | 60 |
| 7     | СКА (Одеса)                      | 17 | 25 | 10 | 58—44  | 59 |
| 8     | «Ворскла» (Полтава)              | 24 | 10 | 18 | 62—55  | 58 |
| 9     | «Закарпаття» (Ужгород)           | 25 | 7  | 20 | 59—64  | 57 |
| 10    | «Кривбас» (Кривий Ріг)           | 23 | 10 | 19 | 77—69  | 56 |
| 11    | «Поділля» (Хмельницький)         | 24 | 7  | 21 | 64—57  | 55 |
| 12    | «Колос» (Нікополь)               | 21 | 12 | 19 | 67—55  | 54 |
| 13    | «Торпедо» (Запоріжжя)            | 19 | 12 | 21 | 51—62  | 50 |
| 14    | «Зірка» (Кіровоград)             | 16 | 17 | 19 | 44—52  | 49 |
| 15    | «Полісся» (Житомир)              | 16 | 16 | 20 | 59—62  | 48 |
| 16    | «Нафтовик» (Охтирка)             | 16 | 16 | 20 | 56—60  | 48 |
| 17    | «Дніпро» (Черкаси)               | 15 | 16 | 21 | 64—79  | 46 |
| 18    | «Суднобудівник» (Миколаїв)       | 15 | 16 | 21 | 61—66  | 46 |
| 19    | «Авангард» (Рівне)               | 14 | 17 | 21 | 39—41  | 45 |
| 20    | «Маяк» (Харків)                  | 17 | 10 | 25 | 32—57  | 44 |
| 21    | «Прикарпаття» (Івано-Франківськ) | 16 | 12 | 24 | 51—68  | 44 |
| 22    | «Чайка» (Севастополь)            | 15 | 14 | 23 | 57—79  | 44 |
| 23    | «Динамо» (Біла Церква)           | 15 | 13 | 24 | 56—72  | 43 |
| 24    | «Океан» (Керч)                   | 15 | 9  | 28 | 50—70  | 39 |
| 25    | «Кристал» (Херсон)               | 13 | 10 | 29 | 63—84  | 36 |
| 26    | «Шахтар» (Павлоград)             | 13 | 7  | 32 | 57—105 | 33 |
| 27    | «Новатор» (Жданов)               | 12 | 9  | 31 | 51—80  | 33 |

## Результати
```
                   1   2   3   4   5   6   7   8   9   10  11  12  13  14  15  16  17  18  19  20  21  22  23  24  25  26  27 
1.«Волинь»         xxx 1-1 1-0 3-1 2-0 1-0 2-1 3-0 3-0 5-4 2-0 2-0 2-0 1-0 1-0 4-2 1-0 3-0 2-0 2-0 1-2 4-2 2-1 2-1 2-1 4-2 3-0  
2.«Буковина»       2-1 xxx 2-1 0-0 1-0 2-0 5-0 2-0 3-0 2-0 2-1 1-0 3-0 1-0 2-1 5-2 0-0 1-0 2-0 0-1 1-0 2-0 1-1 2-0 4-3 2-1 2-0  
3.«Нива» (Тр)      2-1 1-0 xxx 3-1 3-0 2-0 0-1 2-1 1-0 2-0 0-0 3-1 2-0 2-1 1-0 1-1 4-1 2-0 2-0 1-0 3-1 2-0 5-2 2-1 1-1 2-0 3-0  
4.«Зоря»           1-1 1-0 2-1 xxx 0-0 5-0 0-0 3-0 3-1 4-2 4-2 2-1 2-1 2-1 4-1 2-0 3-2 1-0 1-1 1-0 1-0 6-1 4-0 2-0 5-0 1-0 1-1  
5.«Нива» (Вн)      1-1 0-0 1-2 1-1 xxx 3-0 0-0 1-0 5-0 3-2 1-1 2-0 3-0 1-1 2-0 2-0 0-1 3-0 2-1 3-0 3-0 2-0 5-2 3-1 2-1 5-0 2-0  
6.«Кремінь»        2-2 0-0 1-1 1-1 1-0 xxx 1-1 2-2 2-0 2-0 2-0 2-1 2-0 0-0 1-0 3-1 3-0 1-1 0-0 4-0 1-0 3-2 2-0 2-1 3-0 3-0 2-1  
7.СКА (Од)         0-0 1-1 0-1 5-1 1-1 4-0 xxx 2-2 2-0 1-1 0-0 2-1 0-0 2-1 2-0 0-0 4-1 0-0 0-0 2-1 1-0 0-1 0-2 3-2 2-0 3-1 0-0  
8.«Ворскла»        2-1 0-0 2-0 0-0 1-0 1-0 1-0 xxx 1-0 2-0 1-0 2-0 3-1 2-0 0-2 0-1 2-0 3-0 1-1 2-1 2-0 2-1 1-0 1-0 2-1 4-1 5-2  
9.«Закарпаття»     1-1 0-0 1-1 3-1 0-0 3-0 2-3 1-0 xxx 1-0 2-0 3-1 1-0 2-2 2-1 1-0 1-0 2-0 0-2 2-0 5-1 3-2 1-0 1-0 3-0 2-1 2-1  
10.«Кривбас»       3-2 1-1 5-1 1-2 2-1 3-1 1-1 1-0 3-0 xxx 2-1 1-1 4-0 1-0 1-1 1-0 1-1 2-1 1-0 2-0 1-2 3-0 2-1 2-0 2-1 3-1 1-0  
11.«Поділля»       1-2 2-0 1-0 2-1 0-1 0-0 0-1 2-0 2-0 2-0 xxx 1-0 3-0 1-0 2-0 3-1 3-0 4-1 0-0 0-1 1-0 2-1 1-0 3-1 2-0 4-1 2-0  
12.«Колос»         1-0 1-1 1-3 3-1 0-0 0-0 0-0 2-0 4-0 0-2 3-2 xxx 4-1 3-0 0-1 1-2 3-1 2-2 1-0 3-0 4-2 1-0 1-0 2-1 3-0 2-0 2-1  
13.«Торпедо»       0-2 1-0 0-0 1-2 1-1 0-0 0-1 0-0 2-0 4-0 3-0 2-1 xxx 0-0 2-1 1-0 3-1 1-0 1-0 0-0 2-1 3-1 4-1 2-1 3-1 5-1 1-0  
14.«Зірка»         0-0 0-2 1-0 1-1 2-0 0-1 1-0 2-2 1-0 2-3 2-1 0-0 1-0 xxx 2-2 2-2 3-2 0-0 0-0 1-0 3-1 2-0 1-1 1-0 1-0 3-1 2-1  
15.«Полісся»       0-0 1-2 2-1 3-3 1-3 3-0 0-2 0-2 2-0 0-0 0-1 0-0 3-1 0-1 xxx 4-3 2-0 1-0 0-0 3-1 3-1 2-2 1-1 2-0 1-0 2-2 2-2  
16.«Нафтовик»      0-0 0-0 0-0 1-0 0-1 2-2 2-0 1-1 1-1 3-1 2-0 3-2 1-1 1-0 0-0 xxx 2-1 3-1 1-0 3-1 0-0 0-1 2-0 2-0 1-0 4-2 1-2  
17.«Дніпро»        0-2 0-0 2-2 2-5 3-2 1-1 0-0 1-2 1-1 0-0 4-0 0-0 0-0 0-0 3-2 2-1 xxx 3-0 0-2 3-1 3-2 3-3 3-2 2-1 3-0 3-0 2-1  
18.«Суднобудівник» 0-1 0-0 1-0 1-1 0-0 0-0 1-1 2-1 1-2 0-1 4-2 0-0 4-1 5-0 1-1 2-1 3-2 xxx 0-0 2-0 1-1 2-2 5-0 1-0 2-0 5-2 1-0  
19.«Авангард»      0-0 0-1 1-1 1-3 0-1 0-1 0-0 0-1 0-1 4-3 4-0 0-1 0-0 1-0 2-1 0-0 4-0 3-1 xxx 0-1 0-0 4-1 0-1 0-0 1-0 2-1 1-0  
20.«Маяк»          0-0 0-0 0-1 2-0 2-1 0-0 2-1 2-0 0-2 0-1 1-0 1-0 0-0 0-0 0-1 0-0 0-0 2-1 2-0 xxx 0-1 0-0 1-0 1-0 1-0 3-0 0-0  
21.«Прикарпаття»   0-1 1-1 1-1 1-0 1-1 0-0 1-1 2-0 0-1 2-2 0-2 1-1 1-0 3-1 0-1 2-1 2-0 3-1 0-0 1-0 xxx 3-1 1-0 3-1 2-0 0-0 2-0  
22.«Чайка»         0-0 0-0 1-2 2-1 0-1 1-0 0-0 3-2 2-0 1-0 0-0 3-1 0-1 0-0 1-1 0-0 1-0 1-2 2-1 3-0 1-0 xxx 1-0 1-1 2-2 2-1 2-1  
23.«Динамо»        1-1 1-2 0-1 2-3 1-1 0-2 2-2 0-0 0-1 3-2 2-1 0-0 4-0 1-0 2-0 3-1 0-0 2-2 1-0 2-0 3-1 1-1 xxx 2-0 0-0 1-1 2-0  
24.«Океан»         0-0 1-2 2-2 1-0 3-1 2-1 1-1 3-1 1-0 1-0 1-2 3-1 1-0 0-1 0-0 1-1 0-0 0-2 0-0 1-2 1-0 3-1 3-2 xxx 2-1 2-1 1-0  
25.«Кристал»       1-2 1-1 2-1 1-1 1-2 0-0 2-1 5-2 4-1 3-3 0-0 0-1 2-0 1-1 1-1 1-0 2-3 2-1 0-1 5-0 4-1 4-2 2-0 0-1 xxx 4-2 2-1  
26.«Шахтар»        0-1 0-3 1-2 1-2 0-0 1-3 1-1 1-0 3-1 1-0 4-2 0-4 0-0 1-0 0-2 1-0 2-2 1-0 0-2 2-1 1-0 3-1 0-1 4-2 2-0 xxx 4-1  
27.«Новатор»       2-3 0-2 1-1 1-1 0-1 2-1 2-2 0-0 0-2 2-0 0-2 1-2 1-2 1-0 2-1 1-0 0-2 1-1 3-0 0-1 5-1 2-1 1-2 2-1 3-1 3-1 xxx 
```

## Бомбардири
Найкращі голеадори чемпіонату УРСР:
| Футболіст           | Команда                | Голи |
| ------------------- | ---------------------- | ---- |
| Ігор Яворський      | «Нива» (Тернопіль)     | 35   |
| Віктор Карачун      | «Зоря» (Ворошиловград) | 28   |
| Володимир Дикий     | «Волинь» (Луцьк)       | 22   |
| Едуард Валенко      | «Кристал» (Херсон)     | 22   |
| Олександр Малишенко | «Зоря» (Ворошиловград) | 21   |
| Олександр Усатий    | «Кривбас» (Кривий Ріг) | 21   |
| Іван Шарій          | «Ворскла» (Полтава)    | 21   |
| Володимир Шишков    | «Полісся» (Житомир)    | 21   |

Найкращі бомбардири клубів і гравці, які забили не менше 10 голів:
- «Волинь» — Володимир Дикий (22), Павло Філонюк (11);
- «Буковина»  — Валерій Королянчук (18), Віктор Олійник (14);
- «Нива» (Тернопіль)  — Ігор Яворський (35);
- «Зоря»  — Віктор Карачун (28), Олександр Малишенко (21), Тимерлан Гусейнов (18), Олександр Кистень (10);
- «Нива» (Вінниця)  — Паша Касанов (11), Сергій Шубін (11), Іван Паламар (10);
- «Кремінь»  — Сергій Мурадян (12), Володимир Мальованець (10);
- СКА (Одеса)  — Сергій Гусєв (9);
- «Ворскла»  — Іван Шарій (21), Ігор Кислов (10);
- «Закарпаття»  — Василь Мартиненко (16), Іван Гецко (10);
- «Кривбас»  — Олександр Усатий (21), Микола Юрченко (10);
- «Поділля»  — Сергій Ковалець (11), Ігор Ніченко (11), Сергій Овчинников (10);
- «Колос»  — Ігор Плотко (11), Володимир Науменко (10);
- «Торпедо»  — Роман Бондаренко (18);
- «Зірка»  — Микола Федоренко (10);
- «Полісся»  — Володимир Шишков (21);
- «Нафтовик»  — Юрій Лень (14), Вадим Колесник (11);
- «Дніпро»  — Юрій Смагін (15), Сергій Шевченко (13), Леонід Малий (11);
- «Суднобудівник»  — Юрій Горячев (15);
- «Авангард»  — Володимир Новак (7);
- «Маяк»  — Олег Рубан (6);
- «Прикарпаття»  — Ярослав Думанський (13), Сергій Турянський (11);
- «Чайка»  — Степан Павлов (14);
- «Динамо»  — Віктор Побєгаєв (11), Юрій Миколаєнко (10), Юрій Макаров (10), Ігор Мартиненко (10);
- «Океан»  — Валерій Машнін (8);
- «Кристал»  — Едуард Валенко (22), Анатолій Жосан (13), Юрій Мартинов (13);
- «Шахтар»  — Микола Самойленко (17), Олександр Новиков (11);
- «Новатор»  — Олександр Волков (11).

## Призери
| 1. «Волинь» |
| Воротарі: Раймонд Лайзанс (39), Михайло Бурч (20). Захисники: Володимир Антонюк (52), Олег Федюков (48, 1), Іван Польний (47, 2), Ярослав Козак (23, 1), Роман Крищишин (12), Анатолій Поліщук (11), Олександр Войтюк (7, 1), Сергій Ковальов (6), Володимир Фігель (6). Півзахисники: Андрій Федецький (50, 8), Микола Слука (49, 7), Геннадій Шухман (44, 1), Анатолій Раденко (39, 4), Володимир Бердовський (22, 1), Андрій Коротаєв (16, 4), Олександр Довгалець (12, 2), Олег Федорчук (11, 1), Володимир Яремко (3). Нападники: Володимир Дикий (45, 22), Арманд Зейберліньш (45, 8), Володимир Мозолюк (42, 4), Павло Філонюк (41, 11), Володимир Гащин (22, 3), Володимир Мартинюк (18, 1), Юрій Самошкін (15), Віталій Мінтенко (4). Головний тренер — Віталій Кварцяний, начальник команди — Анатолій Барабасевич, тренер — Олексій Єщенко. |
| 2. «Буковина» |
| Воротарі: Анатолій Чистов (51), Віталій Толмачов (6). Захисники: Валерій Сарафінчан (52), Сергій Походзіло (48, 1), Олександр Бобарико (46, 1), Юрій Махиня (45, 3), Юрій Черенков (38, 1), Сергій Соботюк (37). Півзахисники: Олег Бурчак (49, 4), Віктор Будник (46, 5), Василь Задорожняк (46, 2), Юрій Гій (44, 2), Володимир Цап (33), Валерій Алістаров (31, 3), Сергій Задорожняк (6), Олександр Томах—молодший (4). Нападники: Валерій Королянчук (49, 18), Андрій Гузієнко (47, 8), Віктор Мглинець (47, 6), Віктор Олійник (34, 14), Каміль Мінгазов (3). Автогол: Анатолій Єрмак («Нафтовик»). Головний тренер — Юхим Школьников, начальник команди — Володимир Сакалов, тренер — Валерій Богуславський. |
| 3. «Нива» (Тернопіль) |
| Воротарі: Юрій Панфілов (42, 37п), Олег Пироженко (10, 8п). Захисники: Ігор Цисельський (52), Ігор Покидько (50, 1), Роман Мацюпа (49, 5), Ігор Сороцький (45, 1), Орест Швець (40), Володимир Сороцький (2). Півзахисники: Володимир Венгринович (52, 9), Віктор Сухенко (48), Ігор Біскуп (43, 7), Віталій Рудницький (42, 3), Дмитро Білоус (26, 1), Богдан Антонів (21), Анатолій Назаренко (20, 1), Олег Бендесюк (13, 1). Нападники: Ігор Яворський (49, 35), Петро Прядун (40, 8), Михайло Куриляк (38, 5), Дмитро Дідух (12), Василь Вітенко (7). Автогол: Ігор Бик («Маяк»). Головний тренер — Олександр Павленко, начальник команди — Тарас Греняк, тренер — Ігор Бабінчук. |

## Клуб бомбардирів
Вісімнадцять футболістів забили понад сто м'ячів, виступаючи за українські команди другої ліги. Символічний клуб бомбардирів має такий вигляд:
| №  | Футболіст            | Сезон | Голи |
| -- | -------------------- | ----- | ---- |
| 1  | Володимир Шишков     | 1985  | 178  |
| 2  | Сергій Шевченко      | 1984  | 171  |
| 3  | Віктор Насташевський | 1984  | 144  |
| 4  | Василь Мартиненко    | 1987  | 139  |
| 5  | Віктор Олійник       | 1988  | 133  |
| 6  | Сергій Шмундяк       | 1983  | 132  |
| 7  | Степан Павлов        | 1988  | 131  |
| 8  | Ігор Яворський       | 1989  | 130  |
| 9  | Паша Касанов         | 1985  | 130  |
| 10 | Олександр Новиков    | 1986  | 129  |
| 11 | Віталій Дмитренко    | 1983  | 126  |
| 12 | Юрій Смагін          | 1987  | 120  |
| 13 | Валентин Дзіоба      | 1979  | 118  |
| 14 | Геннадій Горшков     | 1985  | 115  |
| 15 | Володимир Чирков     | 1985  | 109  |
| 16 | Володимир Науменко   | 1989  | 104  |
| 17 | Євген Дерев'яга      | 1979  | 102  |
| 18 | Едуард Валенко       | 1989  | 100  |

Після прізвища футболіста вказано рік, коли забито сотий м'яч, а також сумарну кількість голів.

## Фінальний турнір КФК
| Місце | Команда                 | В | Н | П | М'ячі | О |
| ----- | ----------------------- | - | - | - | ----- | - |
| 1     | СКА (Київ)              | 3 | 1 | 1 | 13—6  | 7 |
| 2     | «Маяк» (Очаків)         | 3 | 0 | 2 | 7—7   | 6 |
| 3     | «Цукровик» (Чортків)    | 2 | 2 | 1 | 10—7  | 6 |
| 4     | «Стахановець» Стаханов) | 1 | 2 | 2 | 7—9   | 4 |
| 5     | «Сула» (Лубни)          | 1 | 2 | 2 | 6—8   | 4 |
| 6     | «Приладист» (Мукачеве)  | 0 | 3 | 2 | 7—13  | 3 |